# Pierre-Gabriel Berthault
Pour les articles homonymes, voir Berthault.
Pierre-Gabriel Berthault, dit Berthault oncle, né le 16 décembre 1737 à Saint-Maur-des-Fossés et mort le 3 mars 1831 à Paris, est un graveur français.

## Biographie
Fils de François Berthault, maçon, et d’Elisabeth Simon, Berthault fut baptisé le surlendemain dans l’église paroissiale. Marié le 6 novembre 1758 à Marie-Julie Lesquoy à Saint-Séverin, il divorça le 13 avril 1793 pour se remarier le 29 du même mois à Marie-Madeleine Gérard.
Vingt-cinq ans plus tard, il grave pour Lespinasse, pour Saint-Non et pour Cassas, des vues de Paris, d’Italie, de Syrie. Mais son œuvre capitale est sa coopération aux Tableaux historiques de la Révolution française : « Une bonne part doit lui revenir du mérite de ces planches, dit Renouvier, pour la netteté de la perspective et pour la saillie des figures. » Son nom se lit au bas de plus de cent de ces estampes ; et il y travaillait sans doute encore lorsqu’il fut appelé à diriger l’atelier de gravure de la Commission de publication de l'ouvrage sur l'Égypte, publié sous le nom de Description de l'Égypte.
Congédié en 1816, il adressa au ministre de l’Intérieur, le 17 novembre 1818, une supplique apostillée par Jomard, tendant à obtenir la concession gracieuse d’un exemplaire du livre auquel il avait consacré ses derniers efforts : le ministre répondit par une fin de non recevoir. Dans cette lettre, possédée et publiée par R. Portalis, Berthault, qui se dit « plus que septuagénaire », donne son adresse : rue Saint-Hyacinthe, porte Saint-Jacques, n° 30, et signe « Berthault oncle ».

## Élèves
- Jean-Baptiste Réville